# どまんじゅう
どまんじゅう(Der Grabhügel, KHM 195)は、『グリム童話』に収録されている作品である。「どまんじゅう」とは土饅頭、即ち墓の墳丘のことである。

## あらすじ
あるところにとても裕福な地主がいた。地主の庭にはおいしそうな果実や麦がたくさん育っていた。小屋には馬や牛が元気に暮らしていた。
ある日、地主は家の金庫の近くでノックの音を聞く。そのノックはドアからではなく彼の心から聞こえているようである。自分の頭の中から声が聞こえてくる。そこで彼は自分がいかに貪欲かを悟る。空を手に入れても満足しないほどに。
そうしているとまたノックの音が聞こえてくる。今度は非常に貧しい小作人である。彼は子どもに食べさせるものもなく地主に食べ物を求めにきたのだ。地主はある条件で彼に小麦と金貨をあげる。その条件とは、もしも彼が死んだら三日間お墓の見張りをするというものであった。小作人はこの条件を飲み、小麦と金貨を手に入れる。
まもなくして地主は亡くなり、小作人は約束したとおりにお墓の見張りをする。三日目に彼は一人の兵隊に出会う。小作人は兵隊と共にお墓を見張ることにする。すると悪魔がやってきて彼らに立ち去るように言う。が、彼らは断るので悪魔は金を使い彼らを立ち去らせようとする。そこで兵隊が自分の靴一杯に金が入ったならば立ち去ろうと条件を出す。すると悪魔は持っているだけの金を出すが靴一杯にはならなかった。すると悪魔は金を取りに行くといって一度消えた。その間に兵隊は地面に穴を掘り靴の底に穴を開けた。そして何度も悪魔は靴に大量に金を入れるが靴は一杯になる事はなかった。そうこうしていると日の出を迎える。その光で悪魔は消えてしまい、このことで小作人と兵隊はお金を手に入れたのだった。